# Minutemen de Culpeper
Les Minutemen de Culpeper sont une milice formée en 1775 dans la région de Culpeper en Virginie. À l'instar des minutemen d'autres colonies britanniques, ces hommes suivaient une instruction militaire et se voulaient prêts à répondre "at the minute's notice" au moment averti[style à revoir] d'une attaque, notamment indiennes, contre leur colonie. Ils combattent du côté américain pendant la Guerre d'indépendance et sont mobilisés à nouveau pendant la Guerre de Sécession du côté confédéré.

## Création

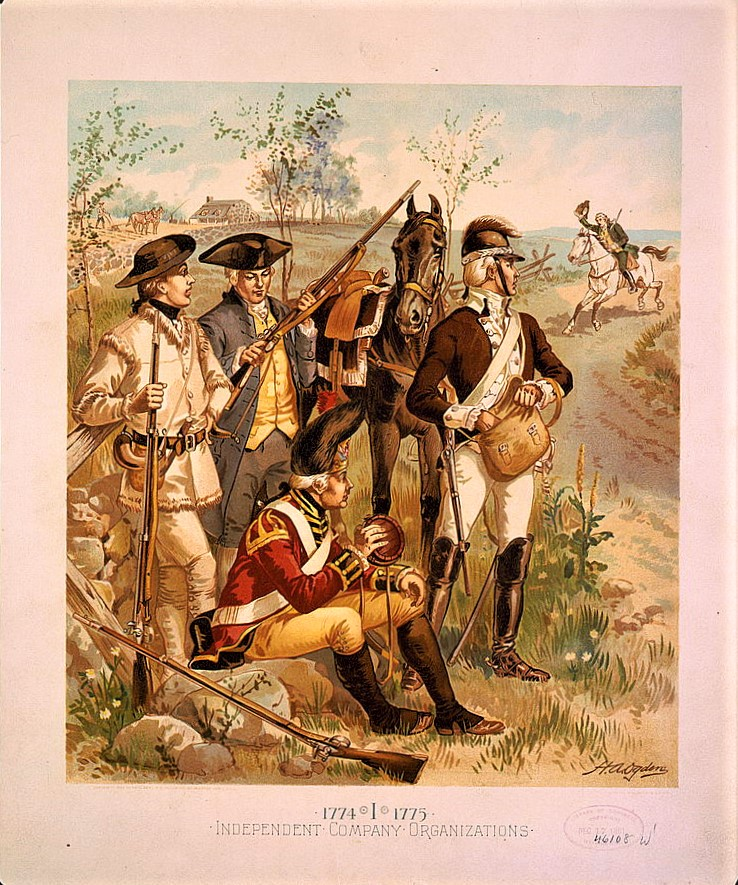
Soldats américains des années 1774-1775. Celui de gauche est dans une tenue proche de celle des Culpeper Minutemen. (Œuvre de H.A. Ogden, coll. Library of Congress.)

Les Culpeper Minutemen ont été créés le 17 juillet 1775 dans le district créé par la Troisième Convention de Virginie composé des comtés d'Orange, Fauquier et Culpeper. En septembre 1775, le premier recrutement fournit 350 hommes répartis en quatre compagnies, une du comté de Fauquier, une du comté de Culpeper, et deux du comté d'Orange. Le Comité de Sécurité du District avait décidé de réunir cette milice sous un grand chêne dans « l'ancien champ de Clayton » sur le domaine de Catalpa près de l'actuel Yowell Meadow Park à Culpeper.
Leur drapeau est inspiré du Gadsden flag. C'est une bannière blanche représentant un serpent à sonnette, avec ces deux devises : « La liberté ou la mort » et « Ne me marchez pas dessus ». La première de ces devises est une reprise de la formule du révolutionnaire virginien Patrick Henry, dont le discours se terminant par ces mots avait catalysé, en mars 1775, une très forte émotion dans les milieux populaires de Virginie ; la deuxième, qui se retrouve aussi sur le drapeau de Gadsden, a pour origine un écrit de Benjamin Franklin et devient à cette époque un symbole des colonies révoltées.
À l'époque, Culpeper était considéré comme un territoire de la Frontière. L'identité rurale et « frontier » de l'unité était délibérément assumée dans le choix de ses insignes et équipements accessoires. Les Minutemen portaient des chapeaux avec des queues de daim et une bandoulière de cuir avec un tomahawk et un couteau à scalper. L'armement principal était fonction de ce que chaque milicien avait à sa disposition, donc essentiellement, des fusils de chasse. Enfin leurs chemises portaient en grosses lettres l'inscription "liberty or death" (la liberté ou la mort). Leur accoutrement paraissait donc quelque peu exotique à leurs contemporains, mais il avait le mérite d'impressionner les adversaires en accréditant une image de sauvagerie impitoyable d'ailleurs largement usurpée.

## Engagements militaires

### Guerre d'indépendance américaine
Les minutemen de Culpeper se sont battus du côté insurgent (ou patriote) au cours de la première année de la Révolution américaine. En octobre 1775, les minutemen furent envoyés à Hampton pour s'opposer au débarquement de troupes britanniques. Les tireurs de la milice de Culpeper, munis de fusils de chasse précis à longue distance, ont réussi à éliminer la plupart des canonniers des navires britanniques, et la flotte anglaise s'est finalement retirée.
La milice Culpeper a ensuite participé à la victoire américaine de Great Bridge en décembre 1775. Certains récits de la bataille rapportent que les troupes britanniques étaient terrifiés par la réputation de sauvagerie des miliciens de la Frontière.
Le Comité de sécurité dissout les minutemen de Culpeper en janvier 1776. De nombreux hommes ont cependant continué à servir militairement. Certains rejoignirent la ligne continentale, et d'autres, comme William Lloyd (1748-1834), combattent sous les ordres de Daniel Morgan, puis dans d'autres régiments (voir au paragraphe "Personnalités liées aux Minutemen de Culpeper.

### Guerre de sécession
En 1860, les minutemen de Culpeper sont reformés sous le même chêne où les Minutemen s'étaient réunis en 1775. Ils en reprennent le même drapeau au serpent à sonnette. L'unité est devenue une partie de la compagnie B du 13e régiment d'infanterie de Virginie (13th Virginia Infantry) et a fait partie de l'armée des États confédérés pendant toute la durée de la guerre de sécession.

### Conflits ultérieurs
Selon le musée historique de Culpeper, les minutemen de Culpeper ont été à nouveau formés pour la guerre hispano-américaine, sans toutefois être appelés au service actif. Ils ont été à nouveau organisés pour la Première Guerre mondiale et rejoignent la 116th Infantry.
Certaines unités de la Virginia Defense Force (en) installées à Warrenton et à Fairfax en Virginie font remonter une partie de leurs traditions aux minutemen de Culpeper.

## Personnalités liées au minutemen de Culpeper
- William Lloyd (1748-1834) combat d'abord sous les ordres de Daniel Morgan dans une unité qui regroupe des tireurs d'élite, puis il rejoint le 11e régiment de Virginie et campe à Valley Forge avec l'armée de George Washington. Il est finalement démobilisé à Fort Sullivan en 1779 et décèdera le 2 mai 1834 dans le Kentucky[5].
- John Marshall, le quatrième juge en chef des États-Unis, était membre du premier Culpeper Minutemen.

## Source
- (en) Cet article est partiellement ou en totalité issu de l’article de Wikipédia en anglais intitulé « Culpeper Minutemen » (voir la liste des auteurs).